# موسى روزين
موسى روزين (بالرومانية: Moses Rosen) هو حاخام روماني، ولد في 23 يوليو 1912 في Moinești ‏ في رومانيا، وتوفي في 6 مايو 1994 في بوخارست في رومانيا.